# Villanueva de Gumiel
Villanueva de Gumiel es una localidad y un municipio situados en la provincia de Burgos, comunidad autónoma de Castilla y León (España), comarca de la Ribera, partido judicial de Aranda, ayuntamiento del mismo nombre.

## Geografía
Forma parte de la Mancomunidad de La Yecla, con sede en Santa María del Mercadillo.

### Hidrografía
Por el término municipal de este pueblo pasa el Bañuelos.
Por el cual ya no pasa mucha agua ya que esta lleno de plantas

## Demografía
Villanueva de Gumiel cuenta con una población de 279 habitantes (INE 2024).
| Gráfica de evolución demográfica de Villanueva de Gumiel entre 1842 y 2021                                                                                                 |
| |
| Población de derecho según los censos de población del INE. Población de hecho según los censos de población del INE.En este censo se denominaba Villanueva de Izán: 1842. |

## Historia
Así se describe a Villanueva de Gumiel en el tomo XVI del Diccionario geográfico-estadístico-histórico de España y sus posesiones de Ultramar, obra impulsada por Pascual Madoz a mediados del siglo XIX:

Lugar con ayuntamiento en la provincia, audiencia territorial, capitanía general de Burgos (12 ½ leguas), partido judicial de Aranda de Duero (1 ½), diócesis de Osma (9); Situado en una planicie inclinada al O, con buena ventilación y clima templado y sano; se padecen fiebres intermitentes. Tiene 50 casas; escuela de instrucción primaria; una iglesia parroquial (San Mamés) servida por un cura párroco de provisión real y ordinaria. El término confina N Tubilla y Baños de Valdearados; E y S Aranda, y O La Aguilera y Quintana; en él se encuentra una ermita dedicada a San Pedro Mártir. El terreno es arenoso, poco fértil y de secano, si bien pudieran utilizarse las aguas del río Bañuelos, que cruza toda la vega, y desagua en el Duero en la villa de Aranda; su monte solo produce pinos de mala calidad, y contiene canteras de piedra de granito. Los caminos son locales. El correo se recibe de Aranda. Producciones: cereales, legumbres y vino; cría ganado lanar y cabrío, y caza menor. Población: 33 vecinos, 128 almas. Capital productivo: 561.000 reales. Imponible: 55.810. Contribución: 3.363 reales, 3 maravedíes.
Diccionario geográfico-estadístico-histórico de España y sus posesiones de Ultramar

Al darse la Guerra Civil en España, al igual que en numerosos pueblos, hubo una represión importante en Villanueva de Gumiel, dándose una cifra de 19 asesinados aproximadamente por la represión franquista, con unos 400 habitantes en esos momentos, y otros tantos fueron represaliados de una u otra manera.

## Arte

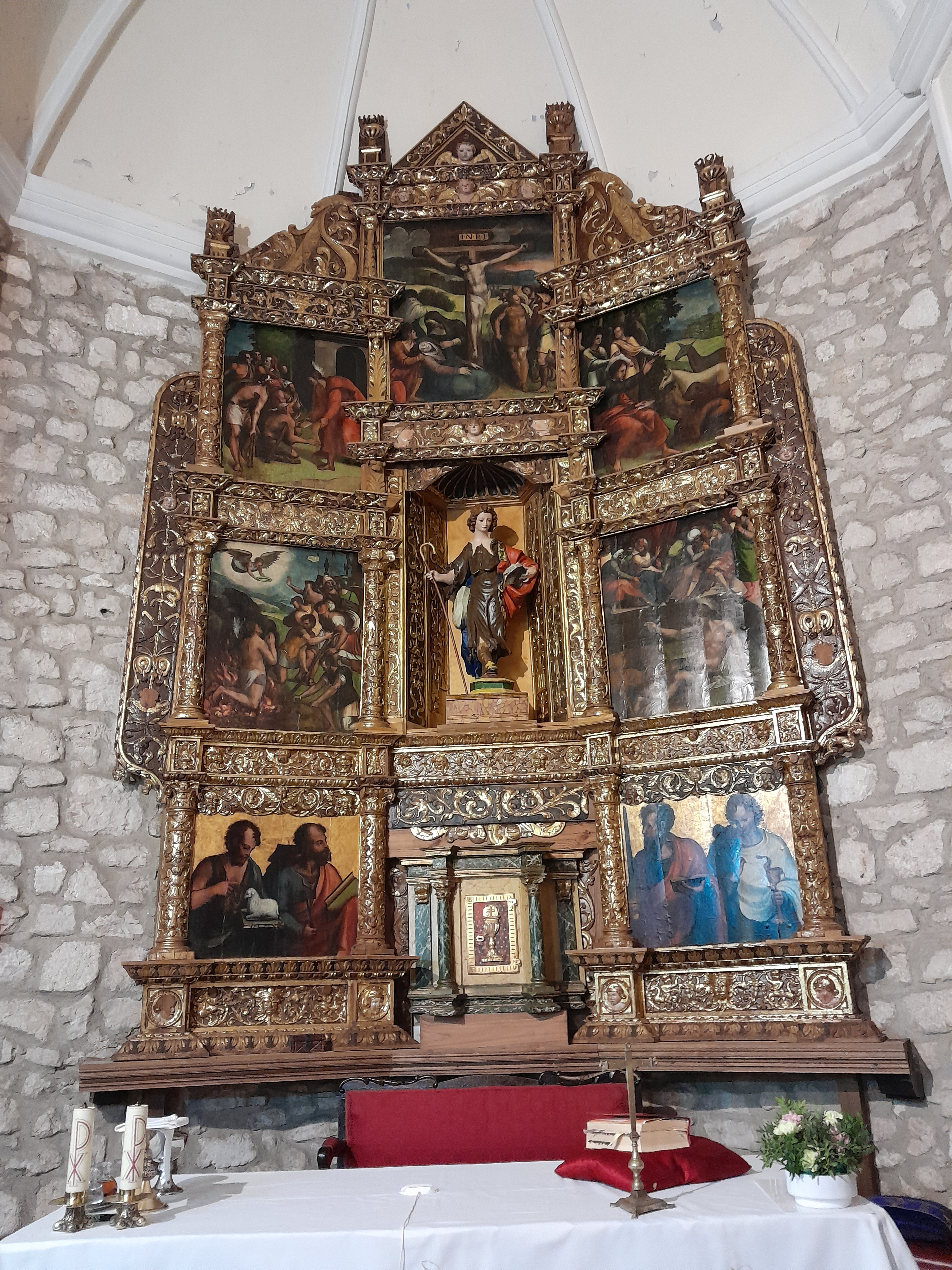
Retablo mayor de la iglesia parroquial dedicado a San Mamés

El templo parroquial es una construcción del siglo XIX, pero dentro alberga un altar renacentista del maestro de Duruelo. Este altar, aunque más pequeño, es de características similares al de la localidad, también ribereña, de Adrada de Haza. Se compone de siete tablas en las que se representan escenas de la vida y martirio de san Mamés, titular de la parroquia. En la predela se representan parejas de santos: san Juan Bautista, san Pedro, san Pablo y san Juan Evangelista. El retablo se remata con un Calvario y en el centro figura una imagen de su titular.
El retablo se restauró en 2024 gracias, mayormente, a la iniciativa popular y una campaña de micromecenazgo a través de Hispania Nostra.

## Cultura
- Marzas, última noche de febrero
- San Pedro de Verona, patrón de los inquisidores, el 29 de abril.

La víspera se acude a la ermita para recoger la imagen, llevándola en procesión hasta el pueblo, ya de noche, y bailando en su honor. Al día siguiente misa solemne y nueva procesión. Fiesta muy concurrida dado que por estos días no abundan en la comarca. También se organizan renombrados concursos y exhibiciones de juegos populares y de bailes.
- Bolillos de Villanueva. Juego de bolos masculino originario de esta localidad.i

- Semana cultural donde se realizan diferentes actividades lúdicas y deportivas a lo largo del mes de agosto.

La Asociación Cultura La Cardosa publica desde 1990 la revista anual Entre Pinares, con trabajos sobre la historia y la actualidad de Villanueva.
Del 2000 al 2015 se celebró el Certamen de Pintura Rápida Eulogio Nebreda,que llegó a ocupar el sexto puesto a nivel regional en su categoría.

## Personalidades
- Rosa de Lima Manzano (1949-1988), política y directora general de Tráfico. Falleció en un accidente aéreo cuando volaba a bordo de un helicóptero.

## Galería

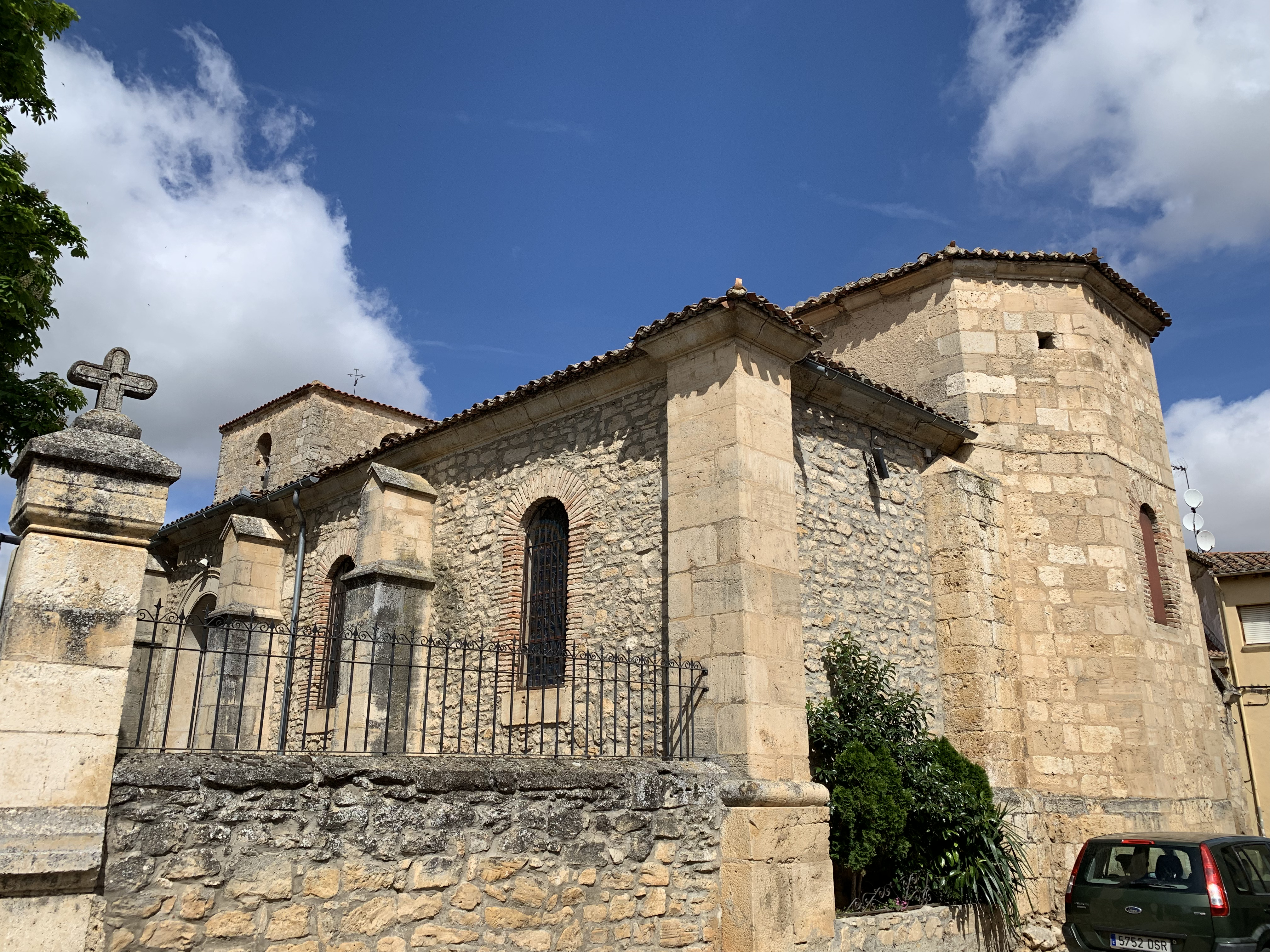
Iglesia de San Mamés
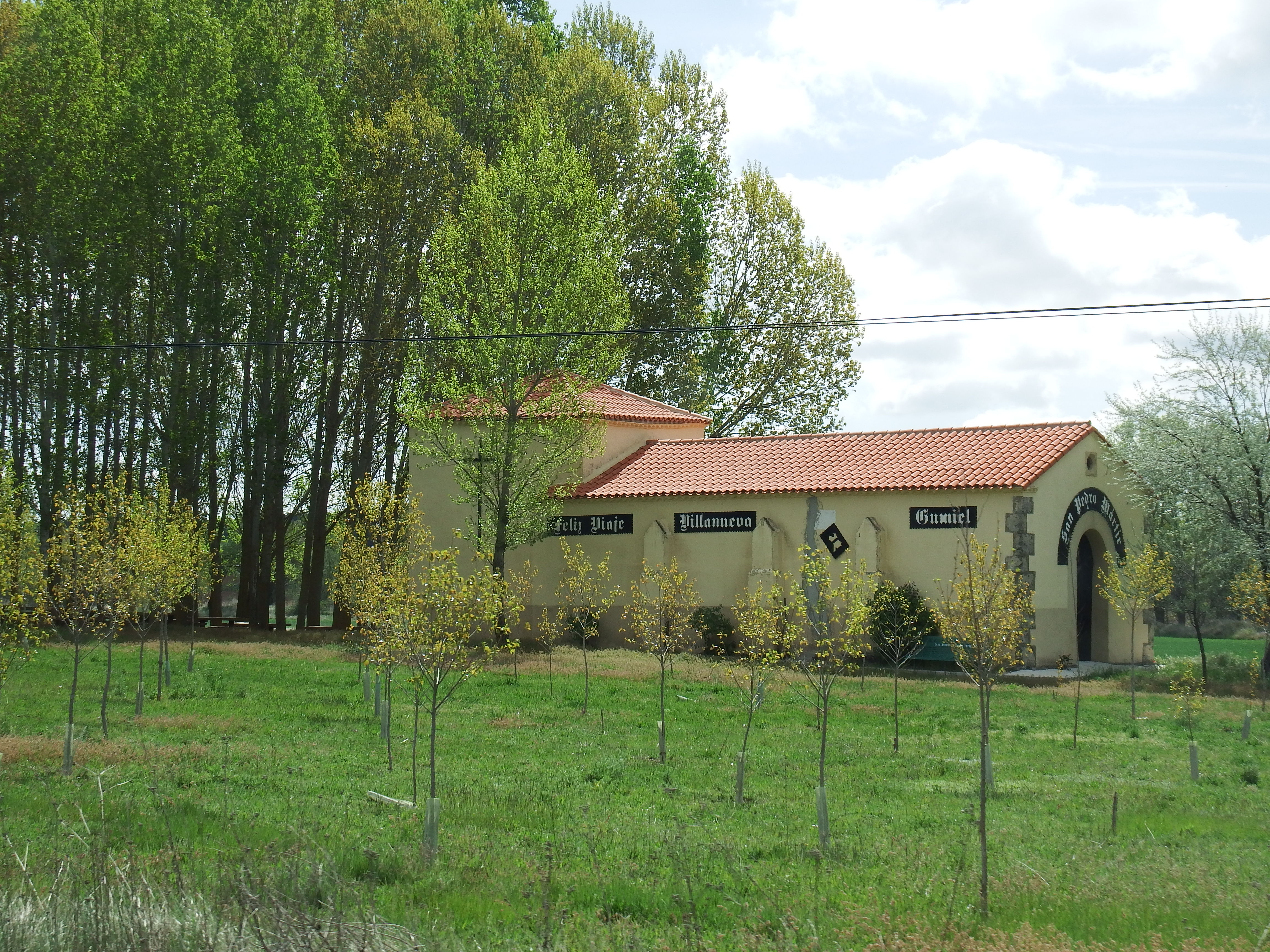
Ermita de San Pedro Martir
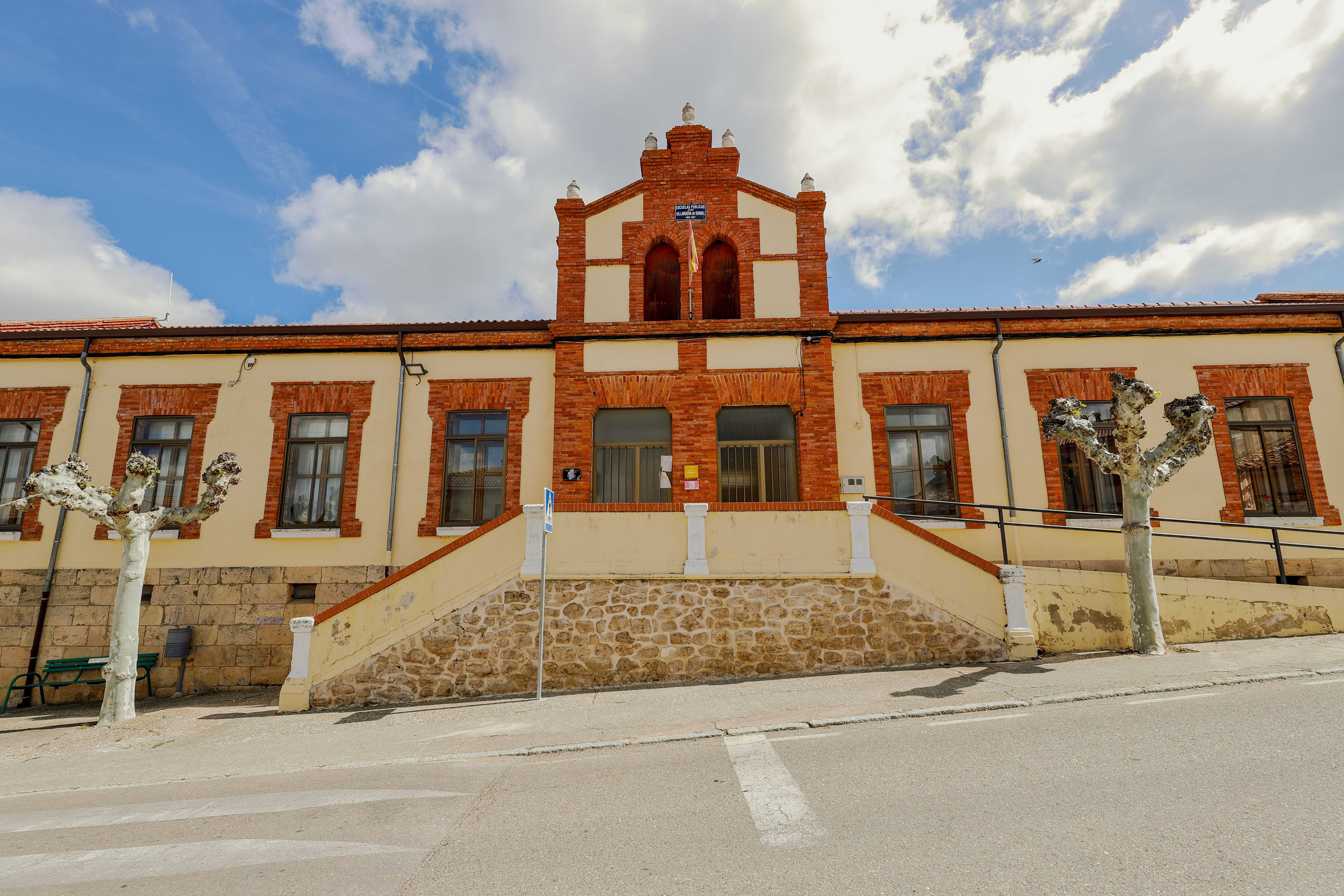
Antiguas escuelas, hoy centros sociales
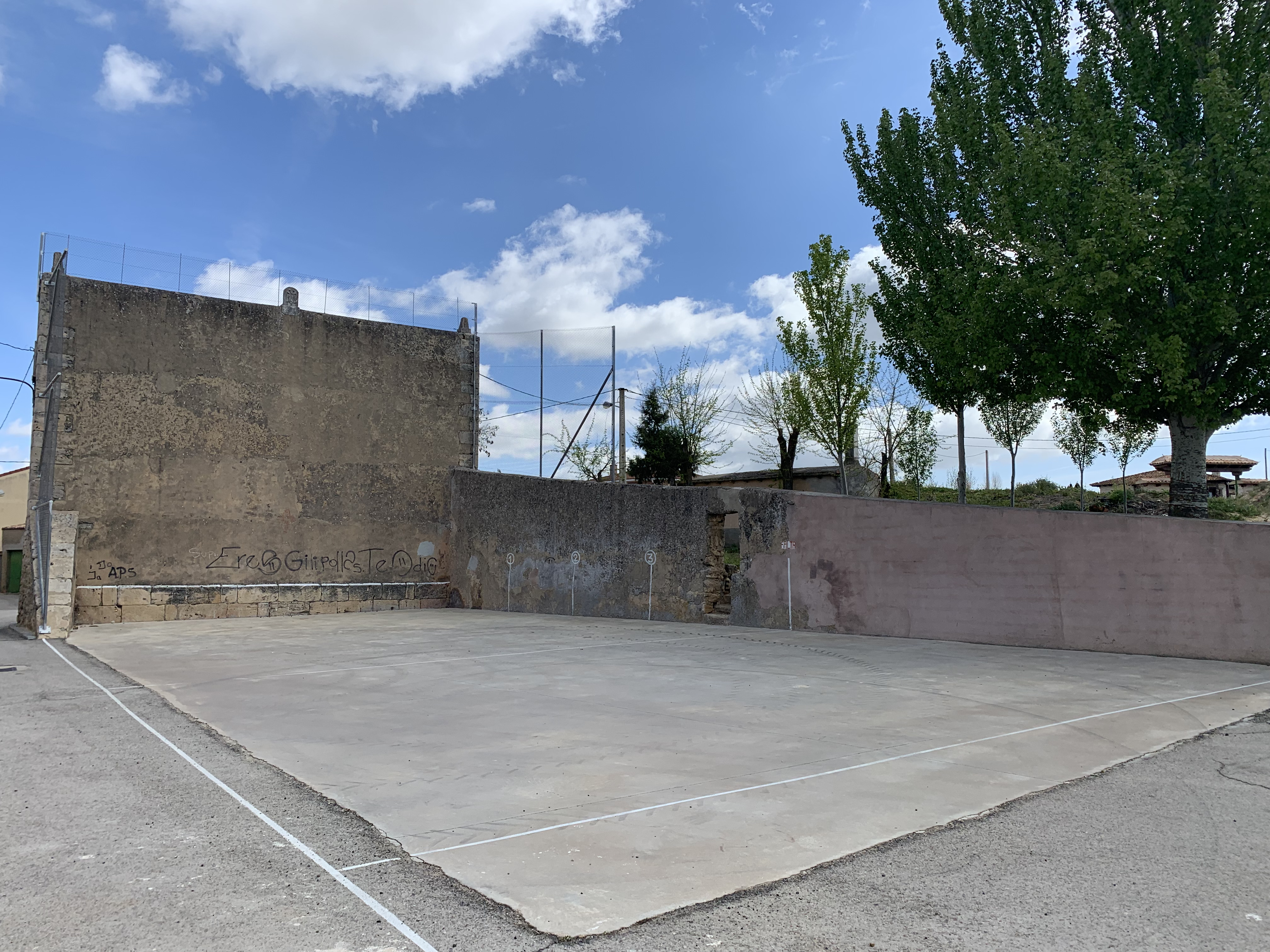
Frontón
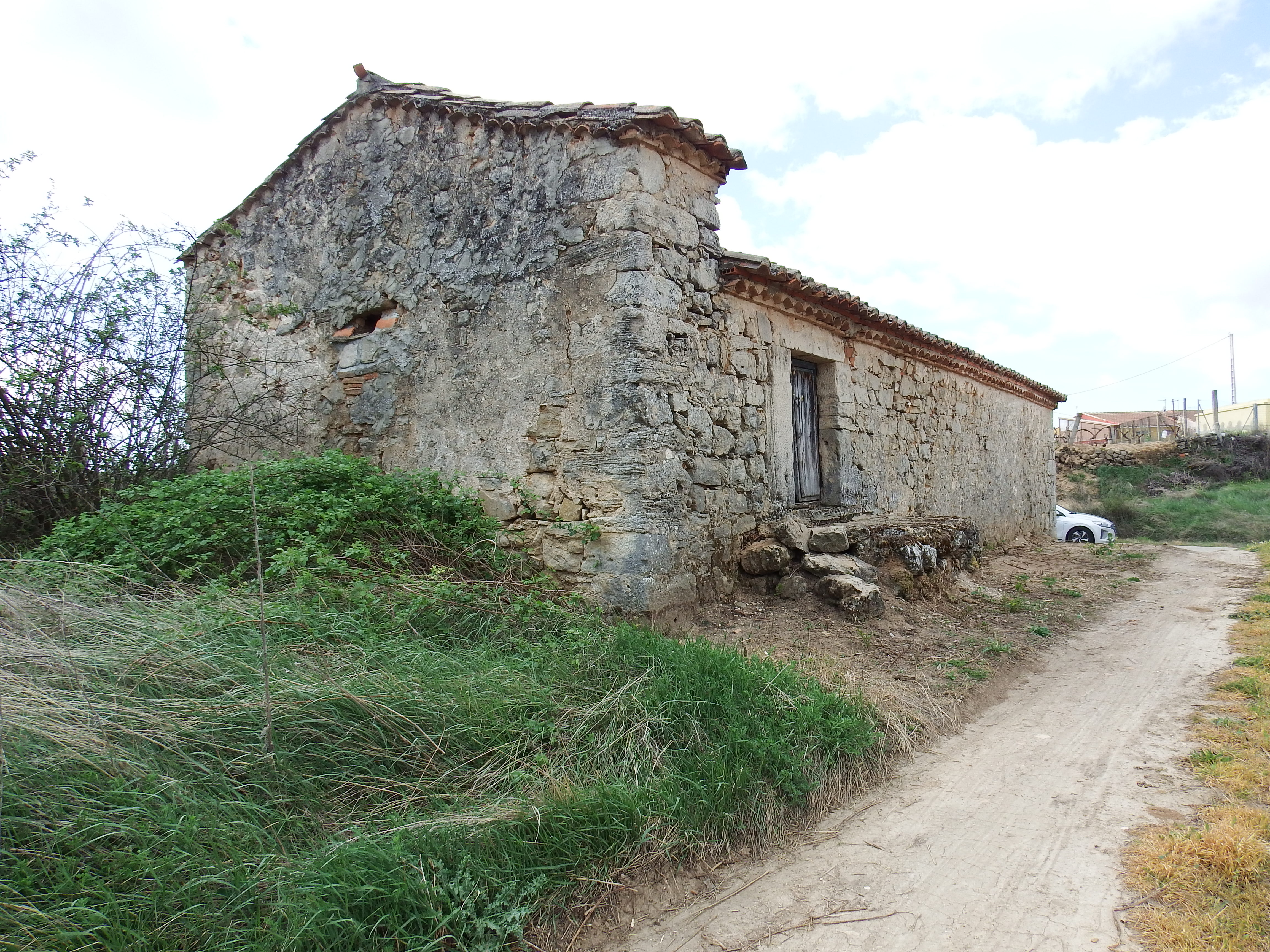
Lagar tradicional
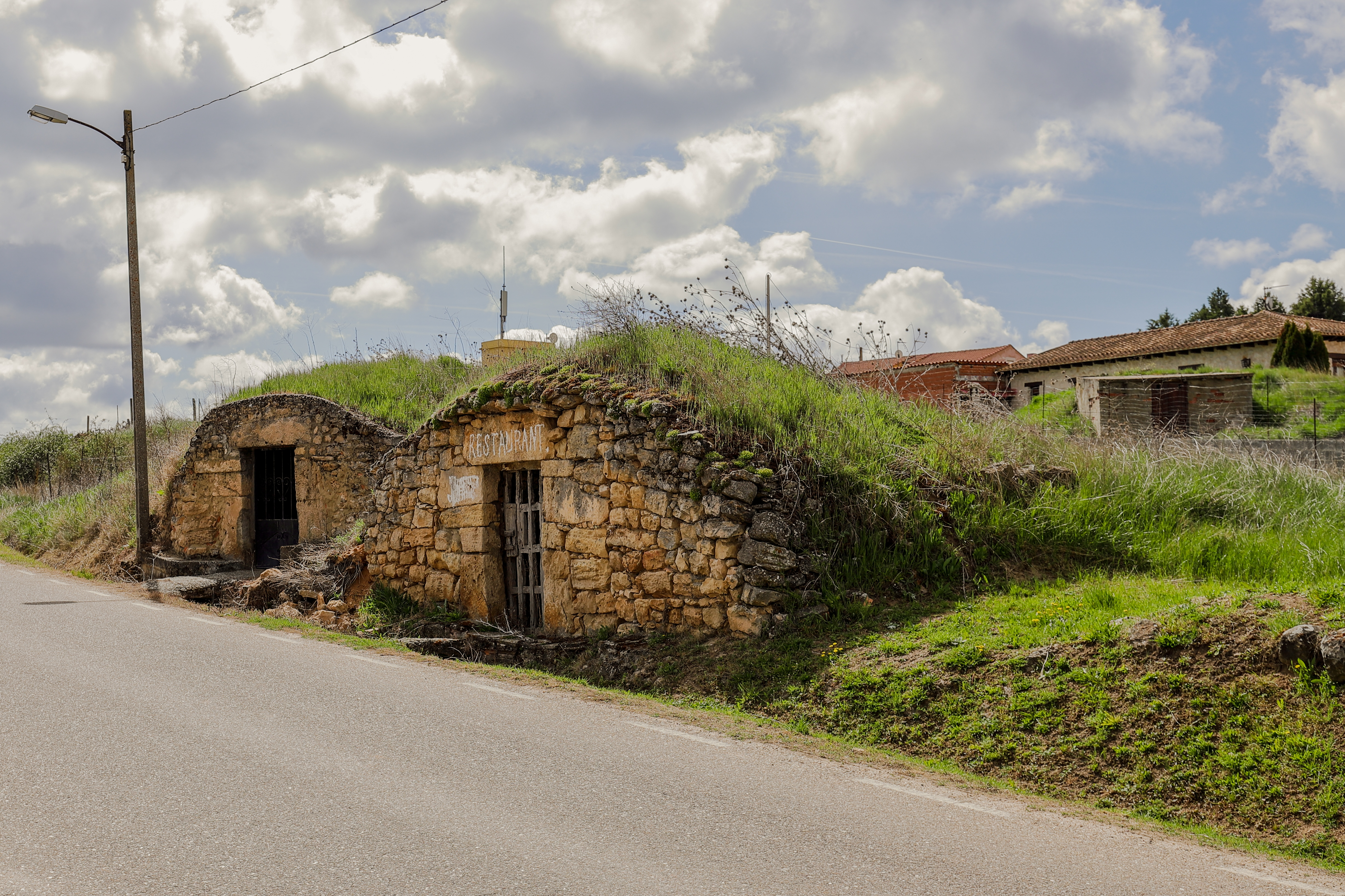
Bodegas tradicionales
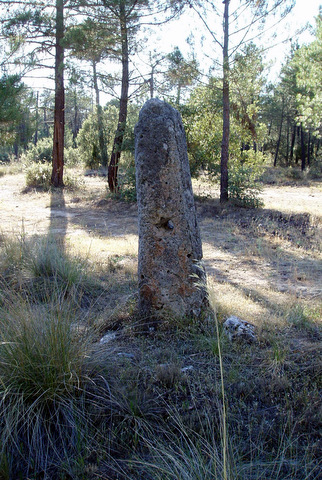
Mojón de la Pijotada. Menhir en el límite con Quemada
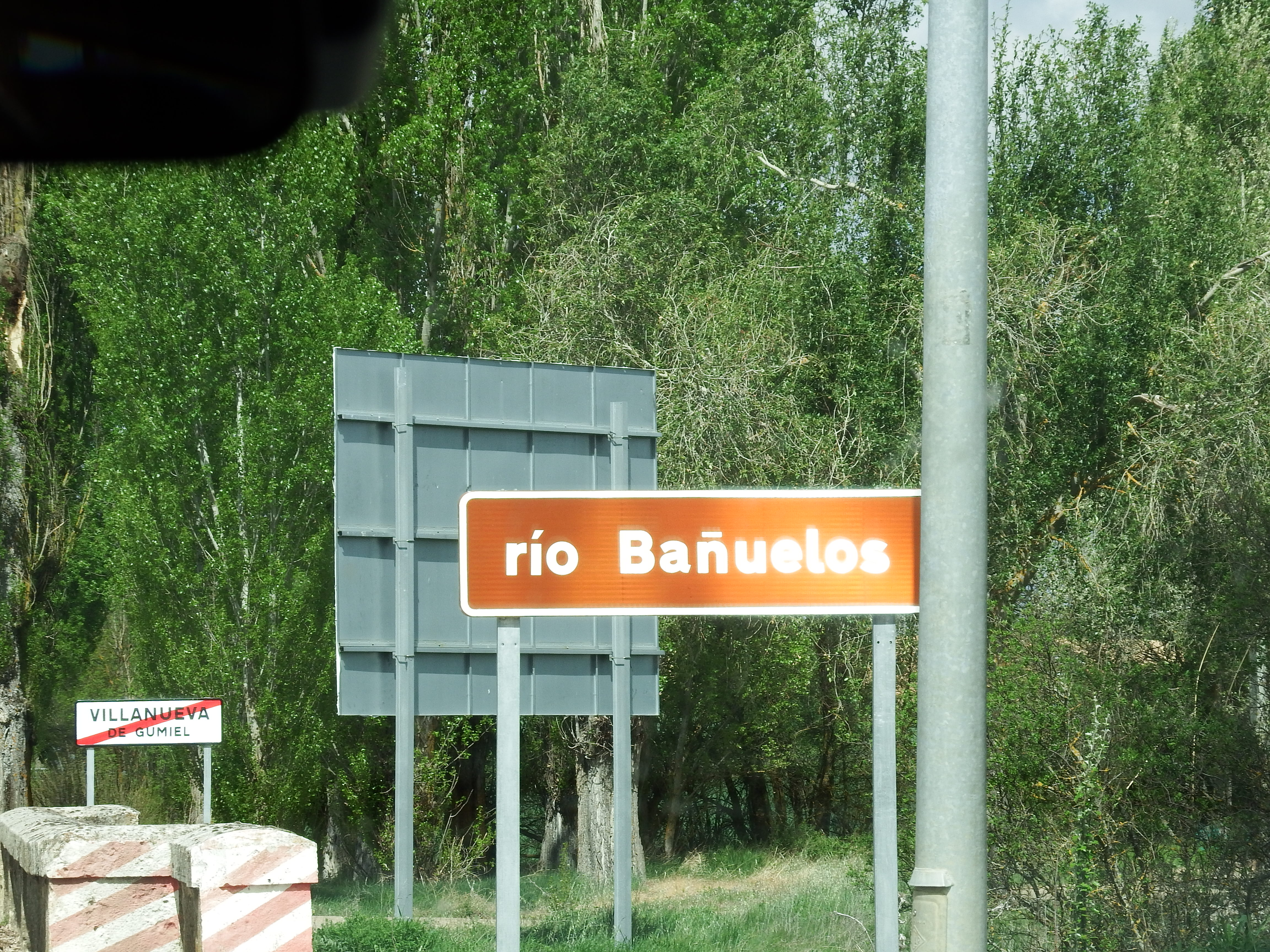
Río Bañuelos a su paso por Villanueva